# سنترپورت (نیویورک)
سنترپورت (به انگلیسی: Centerport) یک منطقهٔ مسکونی در ایالات متحده آمریکا است که در شهرستان سافک، نیویورک واقع شده‌است. سنترپورت ۶٫۰ کیلومتر مربع مساحت و ۵٬۵۰۸ نفر جمعیت دارد و ۱۵ متر بالاتر از سطح دریا واقع شده‌است.